# Daeso-myeon
Daeso-myeon (koreanska: 대소면) är en socken i kommunen Eumseong-gun i provinsen Norra Chungcheong i den centrala delen av Sydkorea, 80 km sydost om huvudstaden Seoul.